# 1972年ミュンヘンオリンピックの日本選手団
1972年ミュンヘンオリンピックの日本選手団（1972ねんミュンヘンオリンピックのにほんせんしゅだん）は、1972年にドイツのミュンヘンで行われた1972年ミュンヘンオリンピックの日本選手団。選手名及び所属は1972年当時のもの。

## 概要
- 人員: 選手 182人、役員 37人
主将：中村祐造、旗手：篠巻政利
- 結団式：8月14日（岸記念体育会館）
- 解団式：9月14日（岸記念体育会館）

## メダル獲得者

### 金メダル
- 田口信教（競泳男子100m平泳ぎ）
- 青木まゆみ（競泳女子100mバタフライ）
- 加藤沢男、中山彰規、塚原光男、監物永三、笠松茂、岡村輝一（体操男子団体総合）
- 加藤沢男（体操男子種目別個人総合）
- 加藤沢男（体操男子種目別平行棒）
- 中山彰規（体操男子種目別つり輪）
- 塚原光男（体操男子種目別鉄棒）
- 加藤喜代美（レスリングフリースタイル52kg級）
- 柳田英明（レスリングフリースタイル57kg級）
- 関根忍（柔道中量級）
- 川口孝夫（柔道軽量級）
- 野村豊和（柔道軽中量級）
- 大古誠司・木村憲治・佐藤哲夫・嶋岡健治・中村祐造・西本哲雄・猫田勝敏・野口泰弘・深尾吉英・南将之・森田淳悟・横田忠義（男子バレーボール）

### 銀メダル
- 監物永三（体操男子種目別個人総合）
- 笠松茂（体操男子種目別平行棒）
- 加藤沢男（体操男子種目別鉄棒）
- 加藤沢男（体操男子種目別あん馬）
- 中山彰規（体操男子種目別ゆか）
- 和田喜久夫（レスリングフリースタイル68kg級）
- 平山紘一郎（レスリンググレコローマンスタイル52kg級）
- 飯田高子・岩原豊子・生沼スミエ・岡本真理子・塩川美知子・島影せい子・白井貴子・浜恵子・古川牧子・松村勝美・山崎八重子・山下規子（女子バレーボール）

### 銅メダル
- 田口信教（競泳男子200m平泳ぎ）
- 中山彰規（体操男子個人総合）
- 監物永三（体操男子種目別平行棒）
- 笠松茂（体操男子種目別鉄棒）
- 監物永三（体操男子種目別あん馬）
- 塚原光男（体操男子種目別つり輪）
- 笠松茂（体操男子種目別ゆか）
- 西村昌樹（柔道重量級）

## 陸上競技
監督：帖佐寛章

コーチ：高橋進

コーチ：小掛照二

コーチ：西田勝雄
- 井上敏明（法大）
  - 男子三段とび：12位（15m88cm）
- 宇佐美彰朗（日大大学院）
  - 男子マラソン：12位（2時間18分58秒0）
- 具志堅興清（名古屋鉄道）
  - 男子三段とび：予選落ち（16m19cm）
- 君原健二（新日鉄）
  - 男子マラソン：5位（2時間16分27秒0）
- 采谷義秋（広島県教委）
  - 男子マラソン：36位（2時間25分37秒4）
- 室伏重信（大昭和製紙）
  - 男子ハンマー投げ：8位（70m88cm）
- 小山隆治（クラレ）
  - 男子3000m障害：9位（8分37秒8）
  - 男子5000m：予選落ち（14分12秒6）
- 杉岡邦由（新日鉄）
  - 男子走り高飛び：予選落ち（2m06cm）
- 菅原武男（リッカー）
  - 男子ハンマー投げ：20位（64m70cm）
- 石田義久（東洋工業）
  - 男子ハンマー投げ：予選落ち（63m82cm）
- 川越孝悦（ユニチカ）
  - 男子走り幅とび：予選落ち（7m47cm）
- 村木征人（東海大教）
  - 男子三段とび：予選落ち（15m59cm）
- 沢木啓祐（順天大教）
  - 男子10000m：予選失格（29分29秒0）
  - 男子5000m：予選失格（13分44秒8）
- 竹内章（日立造船）
  - 男子3000m障害：予選落ち（8分40秒4）
- 冨沢英彦（蚕糸高教）
  - 男子走り高飛び：19位（2m05cm）
- 友永義治（日立）
  - 男子400m：2次予選落ち（46秒92）
- 稲岡美千代（中大）
  - 女子走り高とび：予選落ち（1m65cm）
- 山下博子（中京大）
  - 女子走り幅跳び：予選落ち（6m14cm）
- 山三保子（岡輝中教）
  - 女子走り高とび：予選落ち（1m65cm）

## 水泳

### 競泳
監督：太田光雄

コーチ：小柳清志

コーチ：加藤浩時
- 駒崎康弘（日大）
  - 男子100mバタフライ：予選落ち（59秒71）
  - 男子200mバタフライ：予選落ち（2分08秒72）
- 佐々木二郎（富山商高）
  - 男子200m個人メドレー：予選落ち（2分16秒56）
  - 男子400m個人メドレー：予選落ち（4分53秒65）
- 田口信教（広島商大）
  - 男子100m平泳ぎ：金メダル（1分04秒94）
  - 男子200m平泳ぎ：銅メダル（2分23秒88）
- 本多忠（広島商大）
  - 男子100m背泳ぎ：8位（1分00秒41）
  - 男子200m背泳ぎ：予選落ち（2分11秒11）
- 駒崎康弘・佐々木二郎・田口信教・本多忠
  - 男子4×100mメドレーリレー：6位（3分58秒23）
- 藤村佳津（浪花女高）
  - 女子100m背泳ぎ：予選落ち（1分09秒81）
  - 女子200m背泳ぎ：予選落ち（2分30秒37）
- 山本容子（巽中）
  - 女子100m平泳ぎ：予選落ち（1分18秒94）
  - 女子200m平泳ぎ：予選落ち（2分54秒28）
- 柴田智恵野（山田スイミングクラブ）
  - 女子200m平泳ぎ：予選落ち（2分46秒87）
- 松村鈴子（巽中）
  - 女子200m背泳ぎ：予選落ち（2分26秒95）
- 西側よしみ（山田スイミングクラブ）
  - 女子200m個人メドレー：7位（2分26秒35）
- 青木まゆみ（山田スイミングクラブ）
  - 女子100mバタフライ：金メダル（1分03秒34）
  - 女子200mバタフライ：8位（2分22秒84）
- 石井菊代（浪花女高）
  - 女子100m背泳ぎ：予選落ち（1分10秒44）
  - 女子200m背泳ぎ：予選落ち（2分29秒66）
- 川西繁子（和歌山県教委）
  - 女子100m自由形：予選落ち（1分02秒13）
- 浅野典子（椙山女学園高）
  - 女子100mバタフライ：8位（1分04秒25）
  - 女子200mバタフライ：5位（2分19秒50）
- 竹本ゆかり（浪花女高）
  - 女子200m個人メドレー：予選落ち（2分29秒41）
  - 女子400m個人メドレー：予選落ち（5分20秒89）
- 青木まゆみ・西側よしみ・松村鈴子・山本容子
  - 女子4×100mメドレーリレー：6位（4分30秒18）
- 川西繁子・合志えい子（浪花女高）・竹本ゆかり・西側よしみ
  - 女子4×100m自由形リレー：予選落ち（4分08秒34）

### 飛込
コーチ：金戸俊介
- 湯浅純二（松下電器）
  - 飛込男子高飛込：19位（276.00）
  - 飛込男子飛板飛込：24位（316.95）
- 大坪恵子（埼玉ヤクルト）
  - 飛込女子高飛込：23位（168.24）
- 久保たえ子（紀陽銀行）
  - 飛込女子飛板飛込：24位（236.25）

### 水球
コーチ：荒瀬徹
- 大下幸治（タイガースゴム）・木村隆（日大出）・桑山博克（全日空）・地平達郎（東京スイミングセンター）・高橋敏夫（川口市役所）・中野皓司（黄桜酒造）・橋本博（中大）・峰岸直人（慶大）・矢島秀三（蒲田会館）・保見吉裕（三菱商事）
  - 男子：予選リーグ敗退

## 体操
監督：竹本正男

チームリーダー：遠藤幸雄

チームリーダー：千葉吟子
- 岡村輝一（紀陽銀行）
  - 男子個人総合：11位（112.050）
- 加藤澤男（東教大大学院）
  - 男子あん馬：銀メダル（19.125）
  - 男子つり輪：4位（19.150）
  - 男子個人総合：金メダル（114.650）
  - 男子床運動：6位（18.750）
  - 男子跳馬：4位（18.550）
  - 男子鉄棒：銀メダル（19.500）
  - 男子平行棒：金メダル（19.475）
- 笠松茂（東海テレビ）
  - 男子あん馬：4位（18.925）
  - 男子個人総合：5位（113.700）
  - 男子床運動：銅メダル（19.025）
  - 男子鉄棒：銅メダル（19.450）
  - 男子平行棒：銀メダル（19.375）
- 監物永三（日体大教）
  - 男子あん馬：銅メダル（18.950）
  - 男子つり輪：5位（18.950）
  - 男子個人総合：銀メダル（114.575）
  - 男子床運動：4位（18.925）
  - 男子跳馬：4位（18.550）
  - 男子鉄棒：4位（19.350）
  - 男子平行棒：銅メダル（19.250）
- 中山彰規（中京大教）
  - 男子つり輪：金メダル（19.350）
  - 男子個人総合：銅メダル（114.325）
  - 男子床運動：銀メダル（19.125）
  - 男子鉄棒：5位（19.225）
  - 男子平行棒：5位（18.875）
- 塚原光男（河合楽器）
  - 男子つり輪：銅メダル（19.225）
  - 男子個人総合：8位（112.775）
  - 男子鉄棒：金メダル（19.725）
- 岡村輝一・笠松茂・加藤澤男・監物永三・塚原光男・中山彰規
  - 男子団体総合：金メダル（571.25）
- 本間二三雄（東教大大学院）：出場せず
- 長谷川たか子（日体大）
  - 女子個人総合：35位（71.850）
- 松久ミユキ（池田健康体操）
  - 女子個人総合：20位（73.500）
- 平島栄子（日体大）
  - 女子個人総合：25位（73.075）
- 坂佳代子（日体大教）・長谷川たか子・羽生和永（日体大）・平島栄子・松久ミユキ・宮本敏子（日大）・矢部信恵（日大）
  - 女子団体：7位（359.75）

## 自転車
監督：杉原鏘一郎
- 松田隆文（日大）
  - 男子1000mタイム・トライアル：20位（1分10秒00）
- 沼田弥一（ブリヂストン）
  - 男子スクラッチ：第1次予選敗者復活戦敗退
- 長義和（法大）
  - 男子スクラッチ：第2次予選敗者復活戦敗退
- 長義和・沼田弥一
  - 男子タンデム・スクラッチ：予選敗者復活戦棄権

## ウエイトリフティング
監督：林克也
- 安藤謙吉（日大）
  - フェザー級：失格
- 加藤正雄（中京大職員）
  - ライト級：8位（425.0）
- 後藤良一（後藤組）
  - ミドル・ヘビー級：失格
- 佐々木哲英（警視庁）
  - フライ級：4位（322.5）
- 斎藤久治郎（野崎ガラスセンター）
  - フライ級：12位（295.0）
- 三宅義信（自衛隊）
  - フェザー級：4位（385.0）
- 三木功司（自衛隊）
  - バンタム級：10位（342.5）
- 小野弘（自営）
  - バンタム級：7位（355.0）
- 小野祐策（三恵商事）
  - ライト級：10位（417.5）

## 柔道
監督：浜野正平

コーチ：神永昭夫
- 川口孝夫（明大）
  - 軽量級：金メダル
- 野村豊和（博報堂）
  - 軽中量級：金メダル
- 関根忍（警視庁）
  - 中量級：金メダル
- 笹原富美雄（神奈川県警）
  - 軽重量級：2回戦敗退
- 西村昌樹（やよいエージェンシー）
  - 重量級：銅メダル
- 篠巻政利（新日鉄）
  - 無差別級：3回戦敗退

## ボクシング
監督：永松英吉
- 永井希仁男（日大）
  - フライ級：2回戦敗退
- 篠原恭二（近大）
  - ライトウェルター級：準々決勝敗退
- 小林和男（自衛隊）
  - フェザー級：準々決勝敗退
- 新垣吉光（日大）
  - ライトフライ級：1回戦敗退

## レスリング
フリーコーチ：小幡洋次郎

グレココーチ：花原勉
- 阿部巨史（自衛隊）
  - フリースタイル（62kg級）：4位
- 伊達治一郎（国士舘大）
  - グレコローマン（74kg級）：3回戦敗退
- 磯貝頼秀（早大）
  - フリースタイル（100kg以上級）：3回戦敗退
- 加藤喜代美（三信電気）
  - フリースタイル（52kg級）：金メダル
- 鎌田誠（中大）
  - フリースタイル（90kg級）：2回戦敗退
- 吉田敏忠（アイシン精機（現:アイシン））
  - フリースタイル（74kg級）：2回戦敗退
- 佐々木竜雄（自衛隊）
  - フリースタイル（82kg級）：5位
- 佐藤貞雄（大東文化大）
  - グレコローマン（82kg級）：3回戦敗退
- 斎藤真（日体大）
  - グレコローマン（100kg級）：2回戦敗退
- 山本郁栄（日体大教）
  - グレコローマン（57kg級）：7位
- 石田和春（小玉合名）
  - グレコローマン（48kg級）：5位
- 谷公市（和歌山県教育庁）
  - グレコローマン（90kg級）：4回戦敗退
- 鶴田友美（中大）※後のジャンボ鶴田
  - グレコローマン（100kg以上級）：2回戦失格
- 田上高（甲南高教）
  - グレコローマン（68kg級)：5位
- 藤本英男（日体大教）
  - グレコローマン（62kg級）：4位
- 梅田昭彦（米盛商事）
  - フリースタイル（48kg級）：6位（4回戦敗退）
- 平山紘一郎（自衛隊）
  - グレコローマン（52kg級）：銀メダル
- 矢田静雄（粉河高教）
  - フリースタイル（100kg級）：2回戦敗退
- 柳田英明（大都リッチランド）
  - フリースタイル（57kg級）：金メダル
- 和田喜久夫（明大）
  - フリースタイル（68kg級）：銀メダル

## フェンシング
監督：山本耕司
- 芹沢一郎（東急興産）
  - 男子フルーレ個人：予選敗退
- 植原清（木田興業）
  - 男子フルーレ個人：予選敗退
- 中嶋寛（信興商事）
  - 男子フルーレ個人：予選敗退
- 植原清・中嶋寛・福田正哉（自営）・圓山詩郎（福井県庁）
  - 男子フルーレ団体：6位

## ハンドボール
コーチ：近森克彦
- 有永修二（東京海上）・飯田誠行（大崎電気）・木野実（湧永薬品）・佐々木健一（中大）・下里敏彦（大崎電気）・近森克彦（大崎電気）・中井武三（大同製鋼）・氷海正行（八千代高教）・新実俊夫（本田技研）・野田清（大同製鋼）・早川清孝（湧永薬品）・本田洋（初芝高教）
  - 男子：11位

## バスケットボール
コーチ：杉田勝彦（選手兼任）
- 阿部成章（日本鉱業）・坂井和史（日本鋼管）・杉田勝彦（松下電器）・宗田研二（日本鋼管）・杣友厚（住友金属）・谷口正朋（日本鋼管）・千種信雄（住友金属）・沼田宏文（同大）・服部信雄（日本鋼管）・森哲（住友金属）・横山邦彦（住友金属）・吉川峰夫（住友金属）
  - 男子：14位

## バレーボール

### 男子
- 監督：松平康隆
- コーチ：池田尚弘

- 大古誠司（日本鋼管）・木村憲治（松下電器）・佐藤哲夫（富士フイルム）・嶋岡健治（日本鋼管）・中村祐造（新日鉄）・西本哲雄（専売公社）・猫田勝敏（専売公社）・野口泰弘（松下電器）・深尾吉英（東レ）・南将之（旭化成）・森田淳悟（日本鋼管）・横田忠義（松下電器）
  - 男子：金メダル

### 女子
監督：小島孝治
- 飯田高子（ヤシカ）・岩原豊子（ヤシカ）・生沼スミエ（日立）・岡本真理子（日立）・塩川美知子（ユニチカ）・島影せい子（ユニチカ）・白井貴子（倉敷紡績）・浜恵子（ヤシカ）・古川牧子（ユニチカ）・松村勝美（ユニチカ）・山崎八重子（ユニチカ）・山下規子（ユニチカ）
  - 女子：銀メダル

## カヌー
コーチ:本田大三郎（自衛隊体育学校） マネージャー:佐藤忠正（選手兼任）
- 岡田昌憲（三洋製作所）
  - スラローム男子カヤック・シングルK1：36位（496.78ポイント）
- 佐藤忠正（勢能体育用品）
  - レーシング男子カヤック・シングル1000mK1：敗者復活戦敗退（4分11秒48）
- 山口徹正（国立トレーニングセンター）
  - レーシング男子カナディアン・シングル1000mC1：敗者復活戦敗退（4分36秒34）
- 中西光雄（大正大）・畑満秀（大正大）
  - レーシング男子カナディアン・ペア1000mC2：敗者復活戦敗退（4分10秒14）

## ボート
マネージャー：伊藤次男（選手兼任）
- 伊藤次男（秋田県庁）・湊義雄（湊商会）
  - ダブルスカル：敗者復活戦敗退
- 岡本秀雄（東京トヨペット）
  - シングルスカル：敗者復活戦敗退（8分27秒36）

## ヨット
マネージャー：山村彰（選手兼任）
- 山村彰（山村硝子）・山村尚史（山村硝子）
  - フライングダッチマン級：19位（128.0）
- 松山和興（神奈川県庁）
  - フィン級：27位（176.0）

## 近代五種
監督：西山逸成
- 久保晃（自衛隊）
  - 個人：49位（4371）
- 坂野勝（自衛隊）
  - 個人：31位（4627）
- 槇平勇荘（大阪府警察学校）
  - 個人：33位（4583）
- 久保晃・坂野勝・槇平勇荘
  - 団体：13位（13569）

## アーチェリー
監督：飯塚十朗
- 梶川博（菊水堂）
  - 男子個人総合：19位（2381点）
- 秋山芳子（帝塚山大出）
  - 女子個人総合：17位（2301点）
- 中本新二（柚木商会）
  - 男子個人総合：38位（2287点）
- 日比野正嗣（同大）
  - 男子個人総合：29位（2344点）

## 射撃
監督：渡辺正雄
- 伊藤実（自衛隊）
  - ライフル射撃男子スモール・ボア・ライフル3姿勢：41位（1124）
- 伊藤実
  - ライフル射撃男子スモール・ボア・ライフル伏射：59位（589）
- 蒲池猛夫（自衛隊）
  - ライフル射撃男子ラピッド・ファイア・ピストル：33位（580）
- 吉川貴久（福岡県警）
  - ライフル射撃男子フリー・ピストル：25位（545）
- 久保皖司（皇宮警察）
  - ライフル射撃男子ラピッド・ファイア・ピストル：30位（582）
- 杉田武（自営）
  - ライフル射撃男子スモール・ボア・ライフル伏射：81位（583）
- 田代繁俊（自衛隊）
  - ライフル射撃男子フリー・ピストル：22位（546）

## 馬術
- 監督：高杉耕治

- 井上喜久子（聖心女学院出、馬名：ドンカルロス）
  - 馬場馬術個人：32位
- 杉谷昌保（自営、馬名：セラフィナ）
  - 障害飛越個人：43位
- 竹田恆和（不二サッシ、馬名：ジョセフィン）
  - 障害飛越個人：42位
- 福島正（日本中央競馬会、馬名：アンケ）
  - 障害飛越個人：43位
- 竹田恆和（馬名：ジョセフィン）・福島正（馬名：アンケ）・杉谷昌保
  - 障害飛越団体：16位
- 高宮輝千代（大垣農高教、馬名：アラディン）
  - 障害飛越個人：出場せず

## 本部
- 団長：青木半治
- 総務主事：田島直人
- 総務：古橋廣之進
- 総監督：前田豊
- 競技：安斎実
- 競技：井口幸男
- 競技：佐々野利彦